# NGC 2355
NGC 2355 (ook wel NGC 2356) is een open sterrenhoop in het sterrenbeeld Tweelingen. Het hemelobject werd op 8 maart 1784 ontdekt door de Duits-Britse astronoom William Herschel.

## Synoniemen
- NGC 2356
- OCL 496